# Озерецковская, Ольга Львовна
Ольга Львовна Озерецковская (15 сентября 1968 — 10 января 2000) — советская, российская актриса театра и кино.

## Биография
Дочь профессора Военно-медицинской академии, специалиста по раневой баллистике, полковника Льва Борисовича Озерецковского, доктора медицинских наук.
Дебютировала в кино в 1979 году, сыграв роль школьницы Клавы Климковой в фильме «В моей смерти прошу винить Клаву К.». Партнёрами Озерецковской были Любовь Полищук, Виктор Костецкий и Вениамин Смехов. В трёх фильмах её партнёром была актриса Ольга Волкова.
После школы поступила на вечернее отделение биологического факультета и устроилась на работу в медицинский институт.
Работала в ленинградском театре «Синтез» до 1999 года, где принимала участие в постановках «Слепые», «И между ними происходит следующий разговор» (по произведениям Даниила Хармса) режиссёра А. Э. Лунина. Помимо исполнения ролей в спектаклях, была также и гримёром.
В 1996—1997 годах вела передачи «День рождения» и «Обзор писем телезрителей» на Пятом канале.
Была замужем за актёром театра «Синтез» Даниилом Глушанком. 26 января 1989 года у них родился сын Павел. С мужем Даниилом рассталась и больше не вышла замуж.
Скончалась от болезни 10 января 2000 года. Похоронена на Серафимовском кладбище.

## Фильмография
- 1979 — «В моей смерти прошу винить Клаву К.» — Клава Климкова (третьеклассница)
- 1981 — «Синяя ворона» (телеспектакль) — Анука / Анетта / Нюшка / Анна Секретарёва
- 1982 — «Шапка Мономаха» (телефильм) — Марина
- 1984 — «Подслушанный разговор» — Таня Мехоношина